# Seo Ho-jin
Ho-Jin Seo (né le 11 juin 1983) est un patineur de patinage de vitesse sur piste courte sud-coréen.

## Jeux olympiques
- Jeux olympiques d'hiver de 2006 à Turin  Italie:
  -   Médaille d'or en relais sur 5000m.